# Frullania mammilligera
Frullania mammilligera là một loài Rêu trong họ Jubulaceae. Loài này được Grolle mô tả khoa học đầu tiên năm 2003.